# Битва под Брянском (1310)
Битва под Брянском — сражение, произошедшее в 1310 году у стен Брянска, в результате которого Золотая Орда помогла восстановить власть в городе князю Василию Александровичу.

## Ход событий
Весной 1310 года князь Василий привел под стены Брянска татарское войско во главе с Тохтой, чтобы отнять власть у своего дяди князя Святослава Глебовича, ранее изгнавшего Василия из Брянска.
Митрополит Петр, духовный глава Северо-Восточной Руси, находился в это время в Брянске и посоветовал князю Святославу договориться со своим племянником. Гордый князь, рассчитывавший на свою дружину, отказался. 2 апреля он вышел за стены города и повел свою дружину на неприятеля. Ордынцы вновь использовали свою традиционную тактику и отступили, преследуемые русскими. Затем они окружили князя и его несколько десятков дружинников и, осыпая стрелами, убили. 
Вернувшись к Брянску, татары учинили разорение города. Митрополит Петр заперся в одной из церквей и остался жив, вероятно, благодаря ярлыку, выданному ему ханом Тохтой.
Восстановив свою власть в Брянске, князь Василий повел ордынцев на Карачев, захватил город и убил противника и родственника — князя Святослава Мстиславича Карачевского.